# Another Toothpick
"Another Toothpick" 31. je epizoda HBO-ove televizijske serije Obitelj Soprano i peta u trećoj sezoni serije. Napisao ju je Terence Winter, režirao Jack Bender, a originalno je emitirana 25. ožujka 2001.

## Radnja
Na svojoj prvoj zajedničkoj terapiji s dr. Melfi, Tony cijelo vrijeme šuti, dok Carmela postavlja pitanja Melfi. Melfi zatim upita je li Tony spominjao Carmeli o korijenima svojih problema. Carmela kaže da je zaboravila, što Tonyja prisili da je podsjeti na meso iz Satriale'sa. Carmela upita dr. Melfi zašto terapija nije pomogla Tonyju, jer on redovito pada u nesvijest. Između ostalog, kao mogući se razlog navodi i krivnja. Carmela se zatim izdere na Tonyja, "Možda je to što guraš kurac u bilo što što ima puls uzrok tvojih problema?" 
Kasnije, Tony vozi uplakanu Carmelu kući. Nervozni Tony počne juriti te ga zaustavlja policajac po imenu Leon Wilmore, koji od Tonyja zatraži prometnu i vozačku dozvolu, te da ugasi motor. Nakon što ga je pokušao odgovoriti od kazne i podmititi, i nakon što je upitao policajca što bi se dogodilo ako bude ignorirao zapovijedi, Tony na kraju ugasi motor nakon što Wilmore prijeteći pozove pojačanje. Poziv biva otkazan nakon što se Tony nevoljko preda. Wilmore napiše kaznu i pušta Tonyja. 
Tony se zatim nađe sa svojim federalnim kontaktom, korumpiranim skupštinarom Ronaldom Zellmanom, kako bi razgovarali o kazni. Zellman kaže da će ispitati situaciju i srediti to. Nekoliko dana kasnije, nakon što Tony odlazi kupiti slavinu u Fountains of Wayne, trgovinu vrtnim ukrasima, ugleda policajca Wilmorea kako prodaje lončariju. Tony mu dobaci nešto sarkastično, a Wilmore kaže da je izgubio svoju dužnost cestovnog ophoditelja i prekovremene sate zahvaljujući njemu i njegovom prijatelju skupštinaru, te da je otpremljen u streljanu i da prodavanjem lončarije spaja kraj s krajem. Tony opovrgne da ima ikakve veze sa situacijom. Osjetivši krivnju, Tony kasnije nazove Zellmana, koji ga obavještava da je Wilmore premješten jer je bio ološ koji se nije sviđao nekolicini drugih policajaca, vjerojatno jer je pošteno obavljao svoju dužnost. Tonyju lakne, ali on upita može li Wilmore dobiti svoj stari posao natrag. Kasnije, na sastanku sa Zellmanom, kako bi održao sliku o sebi, Tony kaže Zellmanu da zaboravi jer je Wilmore dobio ono što je zaslužio. 
Tony u trgovini ponudi Wilmoreu mito, motiviran vjerojatnim Wilmoreovim finacijskim poteškoćama. Wilmore ga pogleda s gađenjem i ode ponosno, odbivši novac za posao koji je ionako trebao obaviti, ostavivši Tonyja koji shvaća kako u svijetu još postoji nekoliko nepotkupljivih ljudi.
Nakon povratka sa sprovoda Carmelina ujaka, Febbyja, Tony se sastane s Bobbyjem Baccalierijem i njegovim ocem, Bobbyjem Sr. Tony sazna da Bobby, Sr. ima rak pluća izazvan dugogodišnjom pušačkom navikom. Nakon što brat Vita Spataforea, Bryan, završi u bolnici jer ga je pretukao ljubomorni Mustang Sally, Bobby Sr. ga pristane ubiti jer je on njegov kum i može mu lako pristupiti. Bobby se boji svega toga zbog očeva zdravlja (iznemogao je i iskašljava krv nakon najmanjeg napora) te zamoli Juniora da uvjeri Tonyja da uzme nekoga drugoga, a na kraju se i sam ponudi. Međutim, Bobby, Sr. uvjeren je kako će ionako umrijeti od raka te želi izvršiti likvidaciju, što shrva njegova sina.
Bobby, Sr. odlazi do kuće na Staten Islandu gdje Mustang Sally —- bojeći se Tonyjeve odmazde -— čeka s prijateljem Carlosom. Nakon što je smirio Sallyja rekavši mu kako je sve sređeno, i zatim ga poslao u kuhinju po čašu vode, Bobby Sr. se prišulja straga i ustrijeli ga u uho, ometen od strane Carlosa. Iako ozlijeđen, Sally se pokuša izvući i počne se naguravati.  Jedva dišući, Bobby Sr. uspijeva pronaći dodatnu snagu i ponovno ustrijeli Sallyja, ovaj put u lice. Zatim ubije i Carlosa. Vozeći se natrag, ispadne mu inhalator; pokušavajući ga dohvatiti, Bobby izgubi kotrolu nad vozilom i udari u prometni znak, poginuvši na licu mjesta. 
Tijekom svađe u kući Sopranovih između Tonyja i Meadow o Tonyjevoj rasnoj stigmi, Meadow uzme ozvučenu FBI-evu lampu i odnese je u svoju sobu na Columbiji, kako bi mogla uspješno odraditi laboratorijsku vježbu iz biologije koja uključuje proučavanje patogena ispod mikroskopa.
Na večeri Johnnyja Sacka, Paulieja Gualtierija i Tonyja postaje očito kako Ralphieju iznimno smeta što je Gigi Cestone postao kapetan ekipe Aprile umjesto njega, jer Ralph najviše zarađuje u ekipi, a Gigi nije smatran materijalom za kapetana.
Artie Bucco se uzruja nakon što sazna da Adriana napušta svoj posao hostese u Nuovo Vesuviu, sada kad je Christopher postao član obitelji i zarađuje više novca. Nakon nekoliko sati u restoranu, pijani Artie uvrijedi Christophera ispred Tonyja što umalo ne dovodi do nasilnog ispada koji sprječava upravo Tony.  Nakon Chrisova odlaska, Artie kaže Tonyju da je zaljubljen u Adrianu, ali mu Tony kaže da se otrijezni i da nikad više ne izgovori te riječi. Sljedećeg dana, Tony predloži da on i Artie uđu u zajednički posao, prodavanje talijanskih prehrambenih proizvoda, pod markom Satriale'sa. Charmaine odbija takvu ideju jer ne želi suradnju s mafijašem, vjerujući kako Tony samo želi da mu posao posluži kao paravan. Tijekom svađe u restoranu, Charmaine zaprijeti Artieju, a Artie samo odbaci njezine prijetnje da će se razvesti od njega. Bijesna zbog svađe, Charmaine mu kaže kako je brak gotov i da ne očekuje skrbništvo nad djecom. Artie, pokazujući naušnicu, kasnije završi na čudnoj večeri s Adrianom. Iako ona dolazi na večeru a da o tome nije obavijestila Christophera - vjerujući kako je to oproštajna večera, nakon nekoliko Artiejevih pokušaja da je uhvati za ruku i sugestija da je spreman na brak, ona shvaća da je Artie zaljubljen u nju.

## Glavni glumci
- James Gandolfini kao Tony Soprano
- Lorraine Bracco kao Dr. Jennifer Melfi
- Edie Falco kao Carmela Soprano
- Michael Imperioli kao Christopher Moltisanti
- Dominic Chianese kao Corrado Soprano, Jr.
- Tony Sirico kao Paulie Gualtieri
- Robert Iler kao Anthony Soprano, Jr.
- Jamie-Lynn Sigler kao Meadow Soprano
- Drea de Matteo kao Adriana La Cerva
- Aida Turturro kao Janice Soprano
- Steven R. Schirripa kao Bobby Baccalieri
- Federico Castelluccio kao Furio Giunta
- Joe Pantoliano kao Ralph Cifaretto
- John Ventimiglia kao Artie Bucco
- Kathrine Narducci kao Charmaine Bucco

### Gostujući glumci
| - Tom Aldredge kao Hugh De Angelis - Jason Cerbone kao Jackie Aprile, Jr. - Vince Curatola kao Johnny Sack - Marie Donato kao 2 to 5 / 7 to 9 - Charles S. Dutton kao policajac Leon Wilmore - Gary Evans kao tehničar FBI-a #1 - Vanessa Ferlito kao Tina - John Fiore kao Gigi Cestone - Robert Funaro kao Eugene Pontecorvo - Joseph R. Gannascoli kao Vito Spatafore - Sheila Gibbs kao recepcionarka - Glenn Kessler kao tehničar FBI-a #2 - Michael Martochio kao Carlos | - Vincent J. Orofino kao Bryan Spatafore - Frank Pellegrino kao Frank Cubitoso - Richard Portnow kao tužitelj Hal Melvoin - Peter Riegert kao Ronald Zellman - Paul Schulze kao otac Phil Intintola - Matt Servitto kao Agent Harris - Suzanne Shepherd kao Mary De Angelis - Brian Tarantina kao Mustang Sally - Sheelagh Tellerday kao žena - Michael Variano kao Petey - Erik Weiner kao menadžer - Burt Young kao Bobby Baccalieri, Sr. |

## Umrli
- Febby Viola: umro od raka; Carmelin ujak.
- Mustang Sally: ubijen po naredbama Tonyja Soprana i Gigija Cestonea.
- Carlos: prijatelj Mustang Sallyja; ustrijeljen zbog svjedočenja njegovu ubojstvu.
- Bobby Baccalieri, Sr.: uzrok nejasan; sletio automobilom dok je kašljao zbog raka pluća.

## Naslovna referenca
- Janice tvrdi kako je Livia osobe koje umiru od raka često nazivala "još jednom čačkalicom" ("another toothpick") zbog mršavog izgleda koji dolazi s metastaznom bolešću.

## Produkcija
- U ovoj se epizodi prvi puta susreću dvije glavne glumice u seriji, Lorraine Bracco i Edie Falco kao dr. Melfi i Carmella Soprano. Prethodno su se njihovi razgovori odvijali preko telefona.

## Glazba
- U odjavnoj špici svira "Shuck Dub" R. L. Burnsidea.
- Slušajući je na svojim slušalicama, Meadow Soprano pjevuši "Breathless" sastava The Corrs.
- Dok se Bobby Baccalieri Sr. vozi u svojem autu s mjesta ubojstva, na radiju svira "Sister Golden Hair" sastava America; automobil Bobbyja Sr. sudara se uz stih "I just can't make it".
- Tijekom večere između Artieja Bucca i Adriane svira Concierto de Aranjuez.

## Vanjske poveznice
- Another Toothpick u internetskoj bazi filmova IMDb-a